# Lobsang Jinpa (régent du Tibet)
Pour les articles homonymes, voir Lobsang Jinpa (homonymie).
Lobsang Jinpa (tibétain : བློ་བཟང་སྦྱིན་པ, Wylie : blo bzang sbyin pa), était de 1675 à 1679 le régent du Tibet. Il fut le 4e régent et successeur de Chöpön Depa, sous le règne du 5e dalaï-lama qui le nomma lui-même le 15 octobre 1675. Intendant du Potala, le lama Lobsang Jinpa démissionna en 1679, cédant la place à son neveu, Sangyé Gyatso.